# Jörg Sommer (Maler)
Jörg Sommer (* 1881 in Neuss; † nach 1906) war ein deutscher Genre- und Landschaftsmaler der Düsseldorfer Schule.

## Leben
Sommer besuchte die Kunstakademie Düsseldorf von 1898 bis 1906. Dort war er Schüler von Peter Janssen dem Älteren und Willy Spatz.